# Vincentas Vizgirda
Vincentas Vizgirda (* 12. November 1874 in Zygmantai, Bezirk Vilkaviškis; † 15. Januar 1966 in Marijampolė) war ein litauischer katholischer Geistlicher und Theologe, Rektor am Priesterseminar Vilkaviškis.

## Leben
Nach dem Gymnasium in Mintauja studierte er ab 1895 am Priesterseminar Seinai und wurde 1900 geweiht. Danach studierte er in  Rom und in Friebour, wo er zweimal promovierte (im kanonischen Recht und Philosophie). Er war einer der Verleger der Zeitung „Draugas“. Ab 1918 lehrte er am Priesterseminar Seinai und wurde Regens. Später leitete er das Seminar in Zypliai, Gižai und Vilkaviškis. Nach dem Tod von Bischof Antanas Karosas war Vizgirda von 1947 bis 1949 Administrator von Bistum Vilkaviškis.
1949 wurde er vom KGB verhaftet und war bis 1954 im Gefängnis, danach lebte er in Marijampolė.